# Lista planetelor minore/25501–25600
Aceasta este Lista planetelor minore/25501–25600; pentru a naviga prin lista completă vezi Lista planetelor minore.
Pentru ale detalii vezi și Proiect:Astronomie sau Portal:Astronomie.
| Nume                | Denumire provizorie | Data descoperirii | Locul descoperirii     | Descoperitor(i)       |
| ------------------- | ------------------- | ----------------- | ---------------------- | --------------------- |
| 25501 -             | 1999 XK91           | 7 decembrie 1999  | Socorro                | LINEAR                |
| 25502 -             | 1999 XO91           | 7 decembrie 1999  | Socorro                | LINEAR                |
| 25503 -             | 1999 XW93           | 7 decembrie 1999  | Socorro                | LINEAR                |
| 25504 -             | 1999 XS94           | 7 decembrie 1999  | Socorro                | LINEAR                |
| 25505 -             | 1999 XQ95           | 7 decembrie 1999  | Oizumi                 | T. Kobayashi          |
| 25506 -             | 1999 XS95           | 9 decembrie 1999  | Oizumi                 | T. Kobayashi          |
| 25507 -             | 1999 XB96           | 9 decembrie 1999  | Oizumi                 | T. Kobayashi          |
| 25508 -             | 1999 XC96           | 9 decembrie 1999  | Oizumi                 | T. Kobayashi          |
| 25509 Rodwong       | 1999 XF97           | 7 decembrie 1999  | Socorro                | LINEAR                |
| 25510 Donvincent    | 1999 XJ97           | 7 decembrie 1999  | Socorro                | LINEAR                |
| 25511 Annlipinsky   | 1999 XM97           | 7 decembrie 1999  | Socorro                | LINEAR                |
| 25512 Anncomins     | 1999 XT97           | 7 decembrie 1999  | Socorro                | LINEAR                |
| 25513 Weseley       | 1999 XM98           | 7 decembrie 1999  | Socorro                | LINEAR                |
| 25514 Lisawu        | 1999 XJ99           | 7 decembrie 1999  | Socorro                | LINEAR                |
| 25515 Briancarey    | 1999 XU99           | 7 decembrie 1999  | Socorro                | LINEAR                |
| 25516 Davidknight   | 1999 XS100          | 7 decembrie 1999  | Socorro                | LINEAR                |
| 25517 Davidlau      | 1999 XD101          | 7 decembrie 1999  | Socorro                | LINEAR                |
| 25518 Paulcitrin    | 1999 XO101          | 7 decembrie 1999  | Socorro                | LINEAR                |
| 25519 Bartolomeo    | 1999 XS101          | 7 decembrie 1999  | Socorro                | LINEAR                |
| 25520 Deronchang    | 1999 XV102          | 7 decembrie 1999  | Socorro                | LINEAR                |
| 25521 Stevemorgan   | 1999 XH103          | 7 decembrie 1999  | Socorro                | LINEAR                |
| 25522 Roisen        | 1999 XK103          | 7 decembrie 1999  | Socorro                | LINEAR                |
| 25523 -             | 1999 XU104          | 10 decembrie 1999 | Oizumi                 | T. Kobayashi          |
| 25524 -             | 1999 XA106          | 11 decembrie 1999 | Oizumi                 | T. Kobayashi          |
| 25525 -             | 1999 XM113          | 11 decembrie 1999 | Socorro                | LINEAR                |
| 25526 -             | 1999 XV115          | 5 decembrie 1999  | Catalina               | CSS                   |
| 25527 -             | 1999 XM117          | 5 decembrie 1999  | Catalina               | CSS                   |
| 25528 -             | 1999 XP126          | 7 decembrie 1999  | Catalina               | CSS                   |
| 25529 -             | 1999 XL127          | 11 decembrie 1999 | Fountain Hills⁠(d)      | C. W. Juels⁠(d)        |
| 25530 -             | 1999 XQ127          | 6 decembrie 1999  | Višnjan Observatory⁠(d) | K. Korlević           |
| 25531 Lessek        | 1999 XE133          | 12 decembrie 1999 | Socorro                | LINEAR                |
| 25532 -             | 1999 XJ133          | 12 decembrie 1999 | Socorro                | LINEAR                |
| 25533 -             | 1999 XC140          | 2 decembrie 1999  | Kitt Peak              | Spacewatch            |
| 25534 -             | 1999 XK140          | 2 decembrie 1999  | Kitt Peak              | Spacewatch            |
| 25535 -             | 1999 XF144          | 15 decembrie 1999 | Fountain Hills⁠(d)      | C. W. Juels⁠(d)        |
| 25536 -             | 1999 XG144          | 15 decembrie 1999 | Fountain Hills         | C. W. Juels           |
| 25537 -             | 1999 XK157          | 8 decembrie 1999  | Socorro                | LINEAR                |
| 25538 Markcarlson   | 1999 XN158          | 8 decembrie 1999  | Socorro                | LINEAR                |
| 25539 Roberthelm    | 1999 XA159          | 8 decembrie 1999  | Socorro                | LINEAR                |
| 25540 -             | 1999 XQ159          | 8 decembrie 1999  | Socorro                | LINEAR                |
| 25541 Greathouse    | 1999 XB160          | 8 decembrie 1999  | Socorro                | LINEAR                |
| 25542 Garabedian    | 1999 XH160          | 8 decembrie 1999  | Socorro                | LINEAR                |
| 25543 Fruen         | 1999 XR160          | 8 decembrie 1999  | Socorro                | LINEAR                |
| 25544 Renerogers    | 1999 XU161          | 13 decembrie 1999 | Socorro                | LINEAR                |
| 25545 -             | 1999 XG164          | 8 decembrie 1999  | Socorro                | LINEAR                |
| 25546 -             | 1999 XL164          | 8 decembrie 1999  | Socorro                | LINEAR                |
| 25547 -             | 1999 XV164          | 8 decembrie 1999  | Socorro                | LINEAR                |
| 25548 -             | 1999 XP165          | 8 decembrie 1999  | Socorro                | LINEAR                |
| 25549 Jonsauer      | 1999 XZ167          | 10 decembrie 1999 | Socorro                | LINEAR                |
| 25550 -             | 1999 XH168          | 10 decembrie 1999 | Socorro                | LINEAR                |
| 25551 Drewhall      | 1999 XP168          | 10 decembrie 1999 | Socorro                | LINEAR                |
| 25552 Gaster        | 1999 XS168          | 10 decembrie 1999 | Socorro                | LINEAR                |
| 25553 Ivanlafer     | 1999 XC169          | 10 decembrie 1999 | Socorro                | LINEAR                |
| 25554 Jayaranjan    | 1999 XG169          | 10 decembrie 1999 | Socorro                | LINEAR                |
| 25555 Ratnavarma    | 1999 XJ169          | 10 decembrie 1999 | Socorro                | LINEAR                |
| 25556 -             | 1999 XP169          | 10 decembrie 1999 | Socorro                | LINEAR                |
| 25557 -             | 1999 XW171          | 10 decembrie 1999 | Socorro                | LINEAR                |
| 25558 -             | 1999 XT172          | 10 decembrie 1999 | Socorro                | LINEAR                |
| 25559 -             | 1999 XW172          | 10 decembrie 1999 | Socorro                | LINEAR                |
| 25560 Chaihaoxi     | 1999 XD173          | 10 decembrie 1999 | Socorro                | LINEAR                |
| 25561 Leehyunki     | 1999 XN173          | 10 decembrie 1999 | Socorro                | LINEAR                |
| 25562 Limdarren     | 1999 XJ174          | 10 decembrie 1999 | Socorro                | LINEAR                |
| 25563 -             | 1999 XR174          | 10 decembrie 1999 | Socorro                | LINEAR                |
| 25564 -             | 1999 XC175          | 10 decembrie 1999 | Socorro                | LINEAR                |
| 25565 Lusiyang      | 1999 XM175          | 10 decembrie 1999 | Socorro                | LINEAR                |
| 25566 Panying       | 1999 XM177          | 10 decembrie 1999 | Socorro                | LINEAR                |
| 25567 -             | 1999 XJ178          | 10 decembrie 1999 | Socorro                | LINEAR                |
| 25568 -             | 1999 XC179          | 10 decembrie 1999 | Socorro                | LINEAR                |
| 25569 -             | 1999 XE192          | 12 decembrie 1999 | Socorro                | LINEAR                |
| 25570 Kesun         | 1999 XT194          | 12 decembrie 1999 | Socorro                | LINEAR                |
| 25571 -             | 1999 XP195          | 12 decembrie 1999 | Socorro                | LINEAR                |
| 25572 -             | 1999 XJ197          | 12 decembrie 1999 | Socorro                | LINEAR                |
| 25573 Wanghaoyu     | 1999 XT205          | 12 decembrie 1999 | Socorro                | LINEAR                |
| 25574 -             | 1999 XZ205          | 12 decembrie 1999 | Socorro                | LINEAR                |
| 25575 -             | 1999 XD206          | 12 decembrie 1999 | Socorro                | LINEAR                |
| 25576 -             | 1999 XL213          | 14 decembrie 1999 | Socorro                | LINEAR                |
| 25577 Wangmanqiang  | 1999 XN213          | 14 decembrie 1999 | Socorro                | LINEAR                |
| 25578 -             | 1999 XB217          | 13 decembrie 1999 | Kitt Peak              | Spacewatch            |
| 25579 -             | 1999 XO217          | 13 decembrie 1999 | Kitt Peak              | Spacewatch            |
| 25580 Xuelai        | 1999 XU220          | 14 decembrie 1999 | Socorro                | LINEAR                |
| 25581 -             | 1999 XD221          | 14 decembrie 1999 | Socorro                | LINEAR                |
| 25582 -             | 1999 XG221          | 14 decembrie 1999 | Socorro                | LINEAR                |
| 25583 -             | 1999 XJ221          | 14 decembrie 1999 | Socorro                | LINEAR                |
| 25584 Zhangnelson   | 1999 XO221          | 15 decembrie 1999 | Socorro                | LINEAR                |
| 25585 -             | 1999 XK224          | 13 decembrie 1999 | Kitt Peak              | Spacewatch            |
| 25586 -             | 1999 XY225          | 13 decembrie 1999 | Kitt Peak              | Spacewatch            |
| 25587 -             | 1999 XL227          | 15 decembrie 1999 | Kitt Peak              | Spacewatch            |
| 25588 -             | 1999 XW230          | 7 decembrie 1999  | Catalina               | CSS                   |
| 25589 -             | 1999 XY231          | 9 decembrie 1999  | Catalina               | CSS                   |
| 25590 -             | 1999 XM238          | 3 decembrie 1999  | Socorro                | LINEAR                |
| 25591 -             | 1999 XG252          | 9 decembrie 1999  | Kitt Peak              | Spacewatch            |
| 25592 -             | 1999 YO1            | 19 decembrie 1999 | Moriyama               | Y. Ikari⁠(d)           |
| 25593 Camillejordan | 1999 YA5            | 28 decembrie 1999 | Prescott⁠(d)            | P. G. Comba⁠(d)        |
| 25594 Kessler       | 1999 YA9            | 29 decembrie 1999 | Farpoint               | G. Hug⁠(d), G. Bell⁠(d) |
| 25595 -             | 1999 YD9            | 29 decembrie 1999 | Farpoint               | G. Hug, G. Bell       |
| 25596 -             | 1999 YO9            | 31 decembrie 1999 | Oizumi                 | T. Kobayashi          |
| 25597 -             | 1999 YS14           | 31 decembrie 1999 | Anderson Mesa          | LONEOS                |
| 25598 -             | 1999 YK16           | 31 decembrie 1999 | Kitt Peak              | Spacewatch            |
| 25599 -             | 2000 AN             | 2 ianuarie 2000   | Fountain Hills⁠(d)      | C. W. Juels⁠(d)        |
| 25600 -             | 2000 AS1            | 2 ianuarie 2000   | Višnjan Observatory⁠(d) | K. Korlević           |